# Димитър Иванов (Гевгели)
Димитър Иванов Мамков е български просветен деец и езиковед.

## Биография
Роден е на 22 септември 1904 година в южномакедонския град Гевгели. В 1925 година завършва Софийската духовна семинария, като негов духовен наставник е професор Димитър Дюлгеров. По настояване на професор Йордан Иванов Димитър Иванов се записва да учи славянска филология в Софийския университет, където му преподава Любомир Милетич. След завършването си печели едногодишна стипендия на Чехословакия за продължаване на образованието там.
Защитава докторска дисертация „Гевгелийският говор“, която в 1932 година е публикувана с предговор от Любомир Милетич. Книгата не е само езиковедска, като освен говора изследва и историята на Гевгели и околия, фолклора и традиционната култура.
След това Иванов работи като учител в Пловдив. От 1935 година заедно с архимандрит Климент, а по-късно и сам издава списание „Християнче“ (1932 - 1947), което има широк абонамент. В 1941 година заедно с Димитър Дюлгеров в 1941 година издават първата българска христоматия с религиозни и нравоучителни четива.
Баща е на журналиста Веселин Димитров (1938 - 2009).